# Makirahonungsfågel
Makirahonungsfågel (Meliarchus sclateri) är en fågel i familjen honungsfåglar inom ordningen tättingar.

## Utbredning och systematik
Fågeln placeras som enda art i släktet Meliarchus. Den förekommer enbart i bergen på Makira (Salomonöarna).

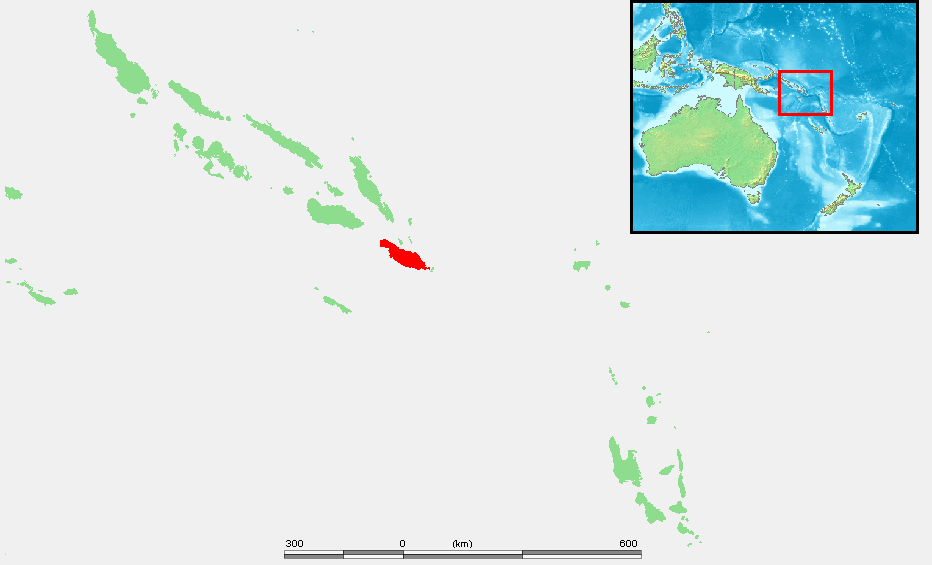
Ön Makira i Salomonöarna.

## Status
IUCN kategoriserar arten som livskraftig.